# Lipogramma trilineata
Lipogramma trilineata Randall, 1963 è un piccolo pesce d'acqua salata appartenente alla famiglia Grammatidae.

## Etimologia
Deve il suo nome alle tre linee bluastre che ne percorrono il corpo per la sua lunghezza.

## Descrizione
È di dimensioni ridotte (non più di 3-4 cm di lunghezza).

## Distribuzione e habitat
Questo pesce vive a profondità inferiori ai 100 metri in una vasta area dell'Oceano Atlantico occidentale, specie vicino ad alcune isole caraibiche e all'Honduras, in vicinanza di barriere coralline.